# Aidia oxyodonta
Aidia oxyodonta är en måreväxtart som först beskrevs av Emmanuel Drake del Castillo, och fick sitt nu gällande namn av Takasi Takashi Yamazaki. Aidia oxyodonta ingår i släktet Aidia och familjen måreväxter. Inga underarter finns listade i Catalogue of Life.